# Cascate dell'Iguazú
Le cascate dell'Iguazú (port. Cataratas do Iguaçu, sp. Cataratas del Iguazú, guaraní Chororo Yguasu) sono cascate generate dal fiume Iguazú al confine tra la provincia argentina di Misiones (80%) e lo Stato brasiliano del Paraná (20%). Sono le cascate più estese del mondo con una larghezza di 7.65 km.

## Descrizione
Il sistema consiste di 275 cascate, con altezze fino a 70 metri, lungo 4 chilometri del fiume Iguazú. La Garganta del Diablo ("Gola del diavolo") (lato argentino), una gola a forma di U profonda 150 metri e lunga 700 metri, è la più imponente, e segna il confine tra Argentina e Brasile. La maggioranza delle cascate è nel territorio argentino, ma dal lato brasiliano (600 metri) si ottiene una visione più panoramica della Garganta del Diablo.
Le cascate sono condivise dal Parco nazionale dell'Iguazú (Argentina) e dal Parco nazionale dell'Iguaçu (Brasile). Questi parchi sono stati designati dall'UNESCO patrimonio dell'umanità, rispettivamente nel 1984 e nel 1986.
Il nome Iguazú viene dalle parole guaraní y (acque) e guasu (grandi). Una leggenda guaraní dice che un dio pretendeva di sposare una bellissima ragazza chiamata Naipú, che però scappò con il suo amante mortale Caroba in canoa. Arrabbiato, il dio modificò il fiume creando le cascate, nelle quali Naipù cadde trasformandosi in roccia, mentre Caroba si trasformò in albero. Si narra che da questa posizione i due amanti continuino ad osservarsi.
Vicino alla cascata, su ciascun lato, ci sono due importanti città: la brasiliana Foz do Iguaçu, situata nello Stato brasiliano del Paraná, e Puerto Iguazú, situata nella provincia argentina di Misiones. Altre importanti attrazioni turistiche vicino alle cascate sono la centrale idroelettrica di Itaipu, e le missioni gesuite guaraní in Paraguay, Argentina, e Brasile.

## Le cascate dell'Iguazú al cinema e in TV
Alcuni film e video musicali che sono ambientati presso le cascate dell'Iguazú:
- Dagli Appennini alle Ande (film 1959)
- Moonraker - Operazione spazio, regia di Lewis Gilbert (1979).
- Mission, film del regista Roland Joffé (1986) con protagonisti Robert De Niro, Jeremy Irons e Liam Neeson, dedicato alle tribù Guaraní insediate sopra le Cascate dell'Iguazú.
- Baraka, regia di Ron Fricke (1992).
- Breath After Breath, video musicale del singolo dall'album dei Duran Duran, Duran Duran (1993), pubblicato in Brasile nel 1994.
- Happy Together, regia di Wong Kar-wai di Hong Kong (1997).
- Una pubblicità televisiva del 2005 della Honda "The Impossible Dream".
- Miami Vice, regia di Michael Mann (2006).
- Fango, video musicale del singolo dell'album di Jovanotti, Safari (2007).
- Indiana Jones e il regno del teschio di cristallo, regia di Steven Spielberg (2008).
- Mírame Mírate, video musicale dei TeenAngels (2011).
- If Cats Disappeared from the World, regia Akira Nagai (2016).
- Black Panther, regia Ryan Coogler (2018).

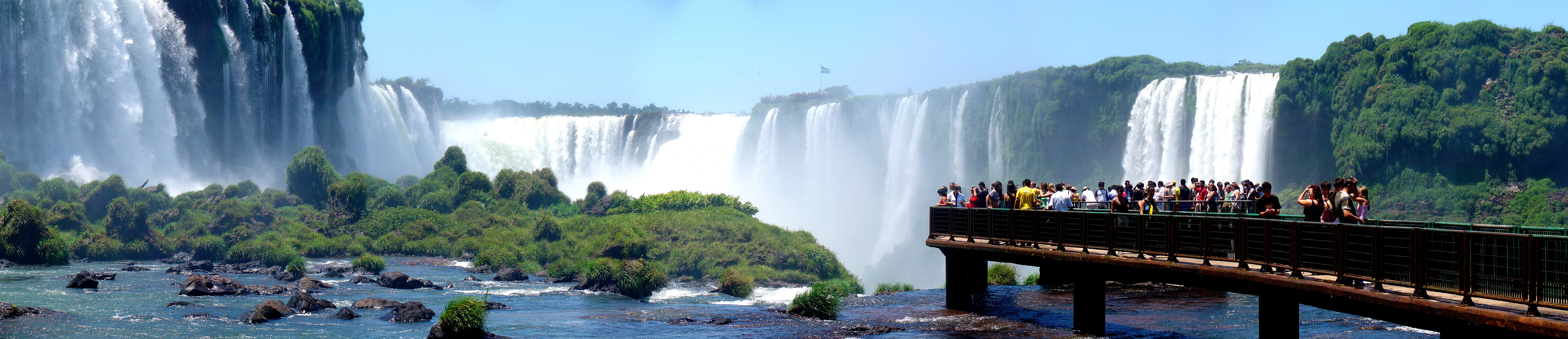
Cascate dell'Iguazú

- O Mecanismo, (2018)